# لشکر طیبه
لشکر طیبه یکی از بزرگ‌ترین و فعال‌ترین گروه‌های شبه‌نظامی در جنوب آسیا است که بیشتر در پاکستان فعالیت می‌کند. این سازمان در سال ۱۹۹۰ توسط حافظ محمد سعید، عبدالله عزام و ظفر اقبال در افغانستان بنیان نهاده شد و هم‌اکنون جایگاه آن در موریدک در نزدیکی لاهور در استان پنجاب پاکستان است و چندین اردوگاه تمرینی در کشمیر آزاد را مدیریت می‌کند.
لشکر طیبه از طرف هندوستان متهم به انجام تعدادی حمله به شهروندان و نیروهای نظامی این کشور شده‌است که از جمله مشهورترین آنها می‌توان به حمله به پارلمان هند در سال ۲۰۰۱ و حملات نوامبر ۲۰۰۸ در بمبئی اشاره کرد. از جمله اهداف این سازمان هراس‌افگنی، بنیان نهادن یک حکومت اسلامی در جنوب آسیا و «آزادسازی» مسلمانان کشمیر آزاد بیان شده‌است.
این سازمان در کشورهای هند، پاکستان، ایالات متحده، بریتانیا، اتحادیه اروپا، روسیه و استرالیا به عنوان یک سازمان هراس‌افگنی شناخته شده‌است. برخی از متخصصین از جمله ژان لوئیس بروگیری، و همین‌طور رئیس بنیاد آمریکای نوین، و استیو کول، معتقدند که سازمان اطلاعات نظامی پاکستان (ISI)، به لشکر طیبه کمک اطلاعاتی و محافظتی می‌کند.